# 1991 VH
1991 VH eller (35107) 1991 VH är en Apollo-asteroid, upptäckt den 9 november 1991 av den australiensiske astronomen Robert H. McNaught vid Siding Spring-observatoriet.
Asteroiden korsar jordens omloppsbana. Det minsta avståndet mellan omloppsbanorna är 3,7 miljoner kilometer. Nära passager med jorden är dock inte vanliga. Närmare än 0,05 AU kom asteroiden i augusti 1945 och 2008. Ytterligare en sådan nära passage inträffar år 2065.

## S/2008 (35107) 1
Med hjälp av ljuskurvor upptäckte P. Pravec, M. Wolf, och L. Sarounova den 27 februari 1997 att asteroiden har en måne. Observationerna bekräftades vid radarmätningar i september 2008. Avståndet mellan månen och asteroiden är 3,2 km. Omloppstiden är 32,6 timmar och omloppsbanans excentricitet 0,05±0,01. Månens diameter är 0,5 km. Den officiella beteckningen är S/2008 (35107) 1.